# 균형 바위

균형 바위(Balancing rock)는 자연적으로 균형잡힌 모습으로 쌓여있거나 놓여있는 바위이다.

## 같이 보기
- 흔들바위
- 돌 균형잡기
- 돌탑